# Кашина Фугаса (Алесандрија)
Кашина Фугаса је насеље у Италији у округу Алесандрија, региону Пијемонт.
Према процени из 2011. у насељу је живело 34 становника. Насеље се налази на надморској висини од 178 м.